# Jüdischer Friedhof (Kirch-Göns)
Der Jüdische Friedhof Kirch-Göns ist ein Friedhof im Ortsteil Kirch-Göns der Stadt Butzbach im Wetteraukreis in Hessen.
Der 288 m² große  jüdische Friedhof liegt nördlich des geschlossenen Ortskerns von Kirch-Göns und westlich der B 3. Er ist von einer Hecke eingefriedet. Über die Zahl der Grabsteine gibt es keine Angaben. 

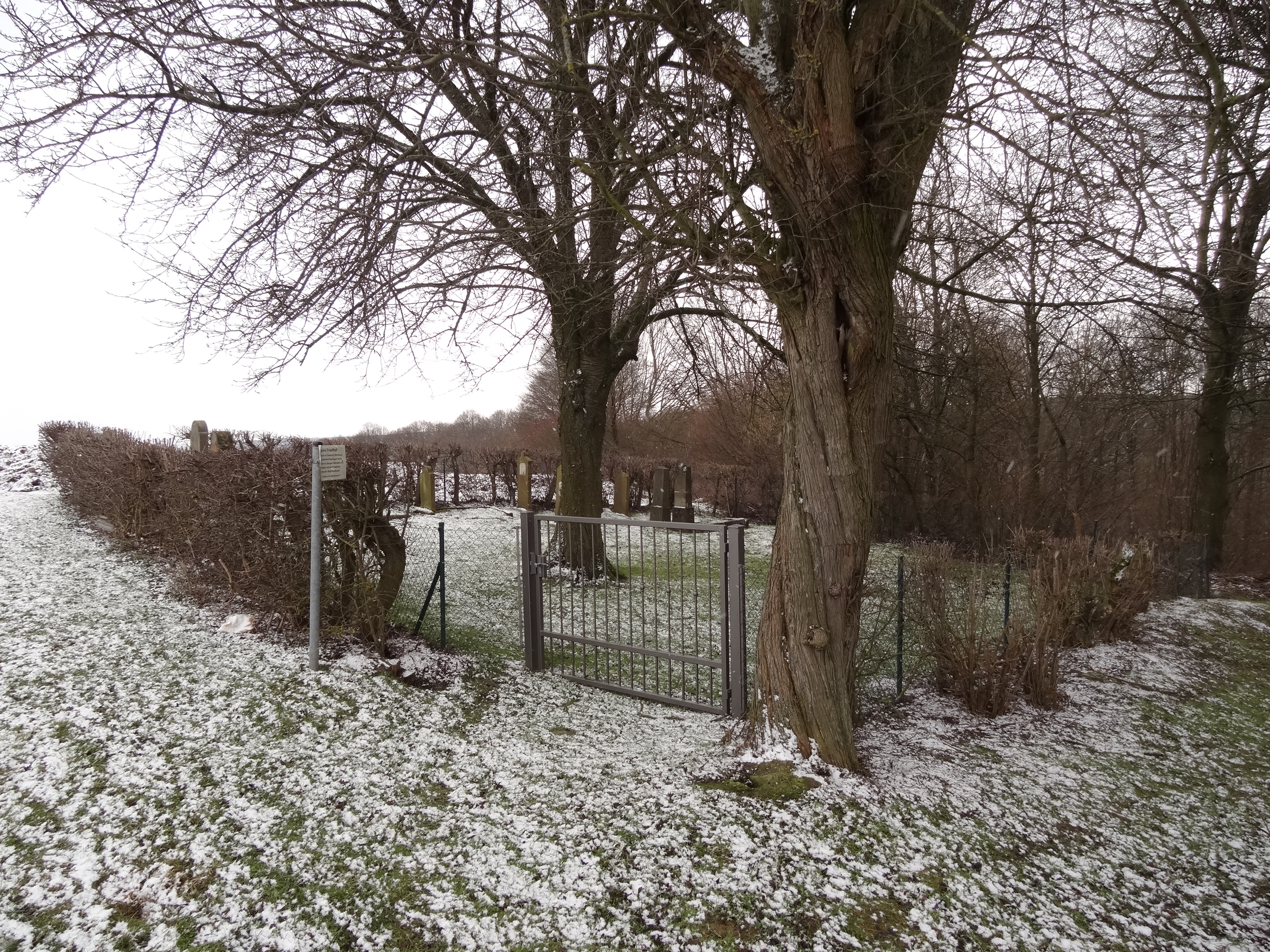
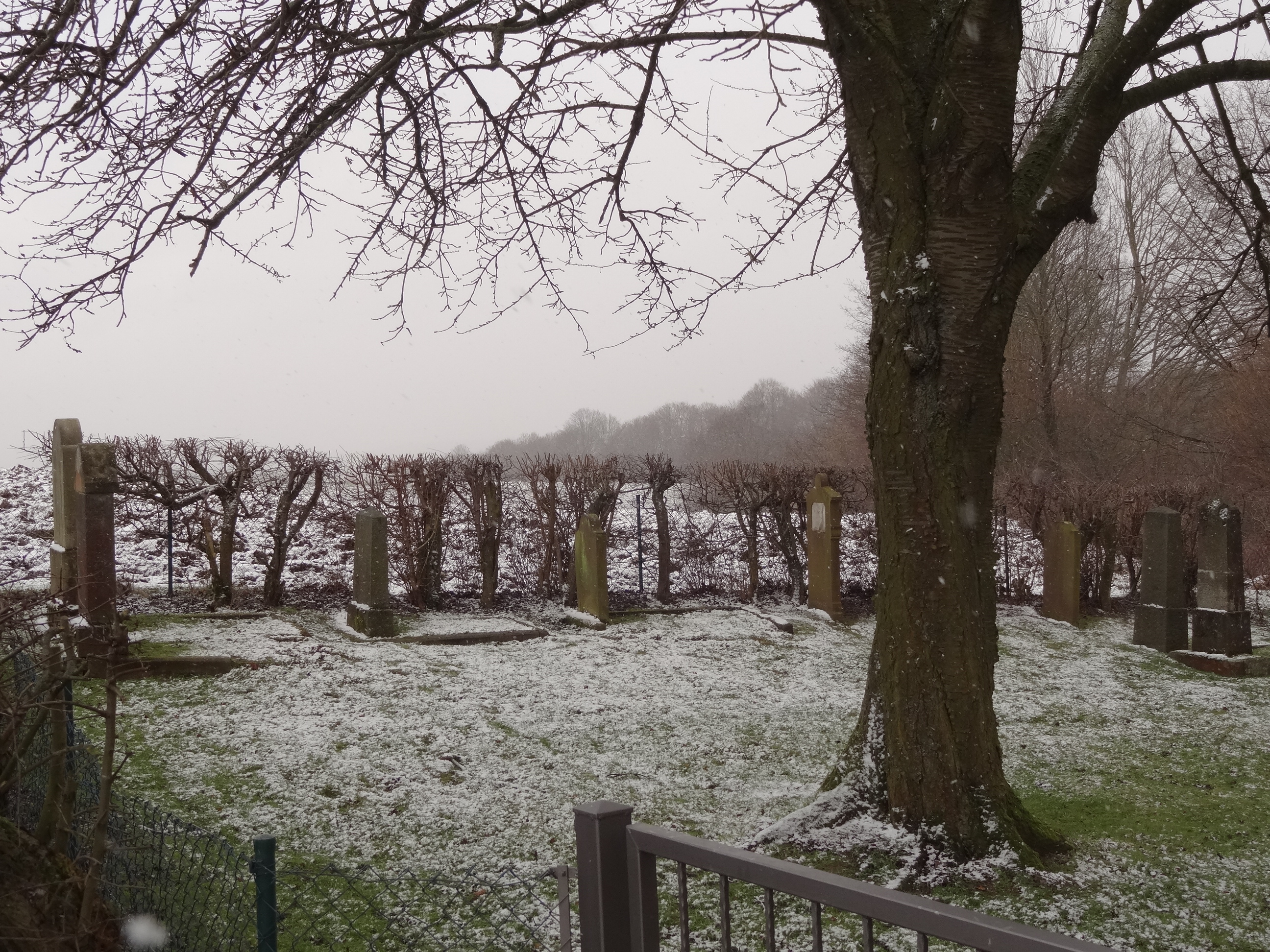
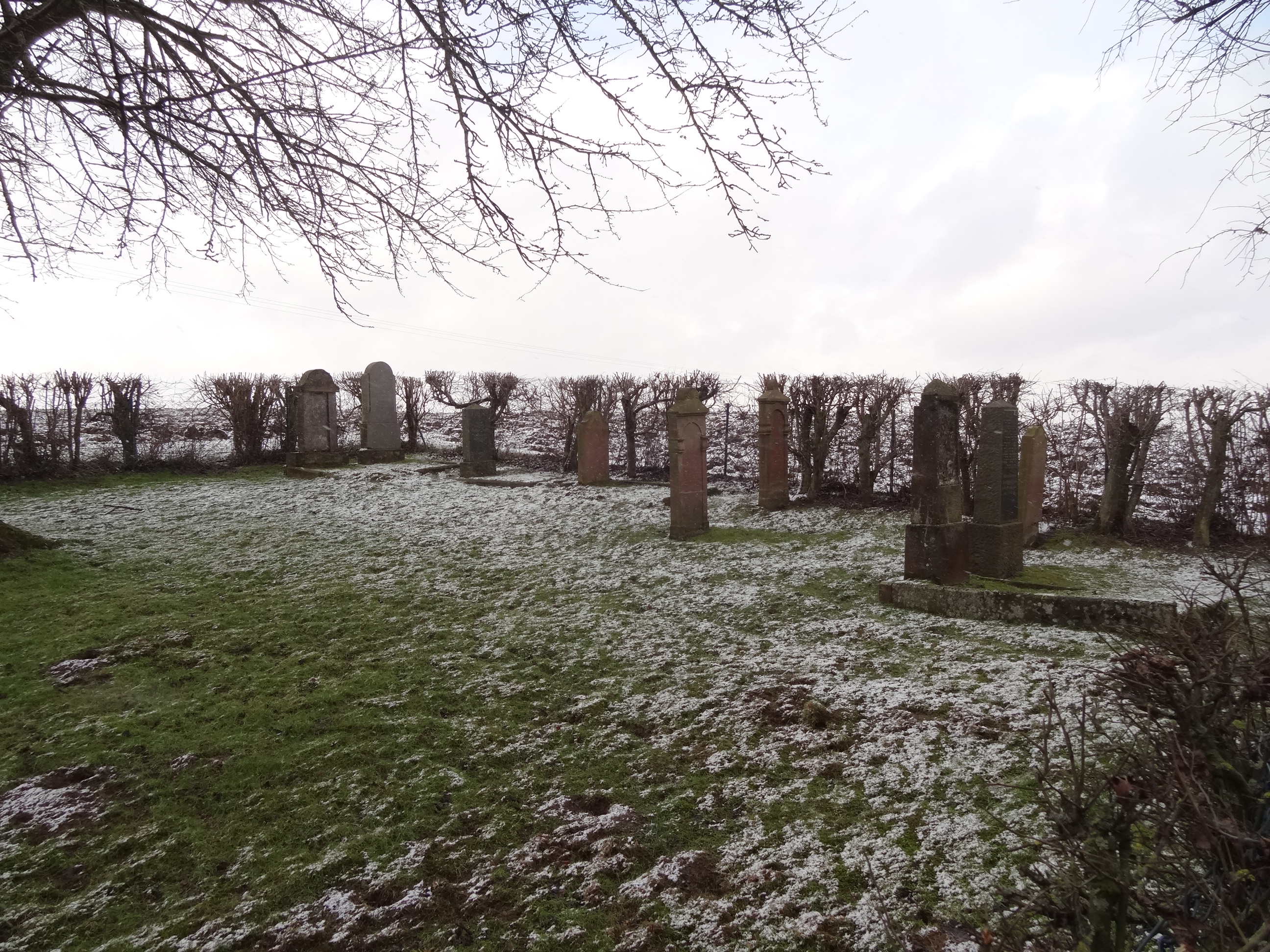